# هوراشيو بولوك
هوراشيو بولوك (بالإنجليزية: Horatio Milo Pollock)‏ هو مدرس أمريكي، ولد في 1868، وتوفي في 1950.